# Christopher Mabee
Pour les articles homonymes, voir Mabee.
Christopher Mabee (né le 26 août 1985) est un patineur artistique canadien. Il prend sa retraite de la compétition en 10 décembre 2008.

## Biographie

### Carrière sportive
Né à Tillsonburg en Ontario, il commence le patinage à l'âge de sept ans. Il s'entraîne d'abord avec Paul Wirtz (en) durant un an à Montréal, mais se blesse en 1998 et décide de retourner plus près de sa famille. Mabee s'entraîne ensuite à la Mariposa School of Skating (en) à Barrie avec comme entraîneurs Lee Barkell (en) et Doug Leigh (en).

### Reconversion
Il passe à la compétition professionnelle durant la saison 2005-2006 et fait partie des espoirs de médaille pour l'équipe olympique canadienne.

## Programmes
| Saison    | Programme court                                                          | Patinage libre | Prestation                                              |
| --------- | ------------------------------------------------------------------------ | --- | ------------------------------------------------------- |
| 2007–2008 | Adagio of Spartacus and Phrygia par Aram Khatchatourian                  | Sing, Sing, Sing from Fosse: A Song and Dance Spectacular (soundtrack) |                                                         |
| 2006–2007 | Blues Deluxe par R. Stewart                                              | Big Band Selections Pearl Harbor (piste sonore) | Ordinary Day par Great Big Sea                          |
| 2005–2006 | Fear par Astor Piazzolla Tango Remembrances par Calandrelli et Piazzolla | Arvid Beaten by James Horner Concerto For Cootie par Duke Ellington Begin the Beguine par Cole Porter Flyin Home par Lionel Hampton et Benny Goodman Brothers par Hana Zimmer Decommission & Alien Landscape par Christopher Gordon | Shout It Out Loud Play That Funky Music par Wild Cherry |
| 2004–2005 | Art of War par Vanessa-Mae                                               | Finlandia par John Selibus |                                                         |
| 2003–2004 | Fantasia                                                                 | Slaughter on 10th Avenue par Richard Rodgers Rhapsody in Blue (Part 3) par George Gershwin |                                                         |

## Palmarès
| Compétition                   | 2003    | 2004    | 2005    | 2006    | 2007    | 2008    |  |  |  |  |  |  |  |  |
| Jeux olympiques d'hiver       |         |         |         |         |         |         |  |  |  |  |  |  |  |  |
| Championnats du monde         |         |         |         |         | 13e     |         |  |  |  |  |  |  |  |  |
| Quatre continents             |         |         |         | 2e      | 5e      |         |  |  |  |  |  |  |  |  |
| Championnats du Canada        | 9e      | 6e      | 5e      | 4e      | 2e      | 5e      |  |  |  |  |  |  |  |  |
| Championnats du monde juniors |         | 5e      | 10e     |         |         |         |  |  |  |  |  |  |  |  |
|                               |         |         |         |         |         |         |  |  |  |  |  |  |  |  |
| Grand Prix ISU                | 2002/03 | 2003/04 | 2004/05 | 2005/06 | 2006/07 | 2007/08 |  |  |  |  |  |  |  |  |
| Skate America                 |         |         |         | 9e      | 9e      |         |  |  |  |  |  |  |  |  |
| Skate Canada                  |         |         |         |         |         | 4e      |  |  |  |  |  |  |  |  |
| Trophée de France             |         |         |         |         |         | 8e      |  |  |  |  |  |  |  |  |
| Coupe de Russie               |         |         |         |         | 10e     |         |  |  |  |  |  |  |  |  |
| Trophée NHK                   |         |         |         | 4e      |         |         |  |  |  |  |  |  |  |  |
|                               |         |         |         |         |         |         |  |  |  |  |  |  |  |  |